# Буда (Хойникский район)
Буда (бел. Буда) — упразднённая деревня в Судковском сельсовете Хойникского района Гомельской области Беларуси.
Находится на территории Полесского радиационно-экологического заповедника.

## География
Рядом с деревней есть залежи железняка.

### Расположение
В 25 км на запад от районного центра Хойники и железнодорожной станции в этом городе, расположенной на ветке Василевичи — Хойники отходящей от линии Брест — Гомель и в 128 км от Гомеля.

### Гидрография
На восточной окраине мелиоративные каналы, связанные с рекой Припять (приток реки Днепр).

## Транспортная система
Транспортная связь по просёлочной, а затем по автодороге Борщевка — Наровля.
В деревне нет жилых домов (2004 год). Планировка складывается из 2-х прямолинейных улиц с меридиональной и широтной ориентацией. Застройка двухсторонняя. Дома деревянные, усадебного типа.

## Экология и природа
В связи с радиационным загрязнением после Чернобыльской катастрофы жители (56 семей) переселены в места не загрязнённые радиацией.

## История
Согласно письменным источникам деревня известна с XIX века в составе Юровичской волости Речицкого уезда Минской губернии. В 1930 году жители деревни вступили в колхоз.
Во время Великой Отечественной войны на фронтах погибли 30 жителей деревни. В мае 1943 года оккупанты полностью сожгли деревню.
В 1959 году деревня находилась в составе колхоза имени А.А. Жданова с центром в деревне Тульговичи.
До 31 декабря 2009 года в Дворищанском сельсовете, переименованный в Судковский.

## Население

### Численность
1980-е годы — жители деревни (56 семей) переселены

### Динамика
- 1897 год — 13 дворов (согласно переписи)
- 1908 год — 137 жителей, 25 дворов
- 1940 год — 206 жителей, 42 двора
- 1959 год — 267 жителей (согласно переписи)
- 1980-е годы — жители деревни (56 семей) переселены